# Pujal de Cabó
Pujal de Cabó es una localidad española del municipio de Cabó, perteneciente a la provincia de Lérida, en la comunidad autónoma de Cataluña.

## Toponimia
El nombre del lugar puede encontrarse referido con las variantes Pujal de Orgaña y Pujal de Cabó.

## Historia
Hacia mediados del siglo XIX, el lugar era mencionado como una aldea del ayuntamiento de Cabó. Aparece descrito en el decimotercer volumen del Diccionario geográfico-estadístico-histórico de España y sus posesiones de Ultramar de Pascual Madoz de la siguiente manera:

PUJAL DE ORGAÑA: ald. del ayunt. de Cabó en la prov. de Lérida, part. jud. y dióc. de Seo de Urgel, aud.terr. y c. g. de Barcelona: dependiente de la parr. de Orgaña.
(Madoz, 1849, p. 297)

En 2022, la localidad tenía empadronados 25 habitantes.